# 동원여객
동원여객(東元旅客)은 부산광역시 연제구 월드컵대로 420 (거제동, 연제시내버스공용차고지)에 본사를, 부산광역시 사하구 다대로 722에 다대영업소를 둔 시내버스 및 마을버스 운송 업체이다. 인구밀집지역이지만 교통이 불편한 초읍동, 다대동, 장림동, 신평동 지역을 중심으로 노선을 운영하고 있다. 방계회사로는 동원택시가 있다.

## 역사 및 현황
- 1979년 9월 27일 설립.
- 2005년 2월: 대경교통(大慶交通) 81번과 초읍차고지 인수.
- 2016년 5월 21일: 본사를 연제공용차고지로 이전. 본사, 초읍영업소 통폐합.

## 차고지
- 부산광역시 연제구 월드컵대로 420 (거제동) (부산버스공동환승터미널(본사): 81번, 103번 시종착 및 관리)
- 부산광역시 사하구 다대로 722 (다대동) (다대포영업소: 2번, 96-1번, 338번, 1000번 시종착 및 관리 / 2000번 야간주박 및 관리)

## 운행 노선

### 시내버스
- ● 2번 : 다대포 ↔ 다대포해수욕장역 ↔ 낫개역 ↔ 장림시장 ↔ 신평역 ↔ 가락타운 ↔ 동아대학교 ↔ 하단교차로 ↔ 사하구청 ↔ 괴정시장 ↔ 대티고개 ↔ 동신초등학교 ↔ 부산터널 ↔ 부산역
- ● 2번(심야) :다대포 ↔ 다대포해수욕장역 ↔ 낫개역 ↔ 장림시장 ↔ 신평역 ↔ 가락타운 ↔ 동아대학교 ↔ 하단교차로 ↔ 사하구청 ↔ 괴정시장 ↔ 대티고개 ↔ 보수초등학교 ↔ 남포동 ↔ 부산역
- ● 81번 : 연제공용버스차고지 ↔ 부산어린이대공원 ↔ 부암교차로 ↔ 부산진구청 ↔ 서면 ↔ 부산진시장 ↔ 부산역 ↔ 국제시장 ↔ 보수동책방골목 ↔ 동아대부민캠퍼스 ↔ 구덕운동장 ↔ 서대신금호아파트(이 노선은 2005년 2월 대경교통에서 인수하였다.)
- ● 96-1번 : 다대포 ↔ 롯데캐슬몰운대 ↔ 대선조선 ↔ 두송대선터널 ↔ 구평동 ↔ 감천삼거리 ↔ 고신대학교복음병원 ↔ 부산공동어시장 ↔ 서구청
- ● 103번 : 연제공용버스차고지 ↔ 부산진고등학교 ↔ 국립부산국악원 ↔ 서면 ↔ 범곡교차로 ↔ 부산진역 ↔ (구) 성분도병원 ↔ 부산고등학교 ↔ 부산역 ↔ 남포동 ↔ 부평깡통시장 ↔ 구덕운동장 ↔ 대티터널 ↔ 괴정시장 ↔ 사남초등학교 ↔신평배고개 ↔ 제일제당 ↔ 장림역 ↔ 신장림역 ↔ 동원자동차정비공업사
- ● 338번 : 다대포 ↔ 롯데캐슬몰운대 ↔ 다대포해수욕장역 ↔ 영남중학교 ↔ 장림시장 ↔ 하단역 ↔ 동아대학교 ↔ 엄궁동주민센터 ↔ 새벽시장 ↔ 서부터미널 ↔ 덕포초등학교 ↔ 모라주공아파트(이 노선은 동진여객과 공동 배차한다.)

### 급행버스
- ● 2000번 : 하단역 ↔ 명지신도시 ↔ 경제자유구역청 ↔ 거가대교 ↔ 장목 ↔ 옥포중학교 ↔ 거제소방서 ↔ 고현버스터미널 (이 노선은 태영버스, 동진여객, 동남여객, 삼화여객, 세일교통과 공동 배차한다.)
- ● 3001번 : 다대포 ↔ 장림시장 ↔ 동매역 ↔ 신평배고개 ↔ 괴정시장 ↔ 대티터널 ↔ 남포동 ↔ 남포역 ↔ 한진중공업 ↔ 부산항대교 ↔ 동명대학교후문 ↔ 시립박물관.부산문화회관 ↔ 유엔기념공원 ↔ LG메트로시티 ↔ 광안대교 ↔ 센텀시티역

### 마을버스
- ● 사하구6번 : 다대코오롱아파트 ↔ 다송중학교 ↔ 도개공 4지구 211동 ↔도개공 4지구 ↔ 다송아파트 ↔ 국제그린아파트 2동 ↔ 다송초등학교 ↔ 103번 종점 ↔ 벽산마마아파트 ↔ 국제마마아파트 ↔ 강남아파트 ↔ 효림초등학교 ↔ 윌더하임아파트 ↔ 장림시장 ↔ 새마을금고 ↔ XX철강 ↔ 신평자동차매매단지 ↔ 신평역
- ● 사하구8번 : 다대코오롱아파트 ↔ 다송중학교 ↔ 도개공 4지구 211동↔도개공 4지구↔다송아파트↔국제그린아파트 2동↔ 다송초등학교 ↔ 제일제당(사하경찰서) ↔ 뉴코아아울렛 ↔ 괴정초등학교

## 보유 차량

#### 현대자동차
- 현대 그린시티
- 현대 뉴 슈퍼에어로시티
- 현대 저상 뉴 슈퍼 에어로시티
- 현대 일렉시티
- 현대 유니버스 스페이스 엘레강스
- 현대 뉴 프리미엄 유니버스 엘레강스